# Alger von Lüttich
Alger von Lüttich (auch: Algerus von Lüttich, Alger von Cluny, Algerus Magister; * um 1060 in Lüttich; † um 1131 in Cluny) war ein kanonistischer Schriftsteller und Verfasser theologischer Schriften. Er leitete die Domschule von Sankt Lambert in Lüttich, bevor er in das Kloster von Cluny eintrat, mit dessen Abt Petrus Venerabilis ihn eine innige Freundschaft verband.

## Leben
Alger studierte an der Domschule in Lüttich. Danach war er zunächst Diakon und Scholastikus an Sankt Bartholomäus in Lüttich. Um das Jahr 1100 wurde er von Bischof Otbert zu dessen Sekretär berufen und als Domherr an die Domkirche Sankt Lambert versetzt. Alger stand der Domschule vor und führte die auswärtige Korrespondenz. Verschiedene Angebote anderer Bischöfe, in deren Dienste zu treten, lehnte er ab und blieb für etwa 20 Jahre, bis nach dem Tod Bischof Otberts, in seinen Funktionen in Lüttich. Im Jahr 1121, nach dem Tode des Nachfolgers Otberts, Bischof Friedrichs, dessen Sekretär Alger auch war, ging er nach Cluny und trat in das berühmte Benediktinerkloster ein, um dort die letzten ungefähr zehn Jahre seines Lebens als Mönch zu verbringen.

## Werke
Alger verfasste eine Gegenschrift gegen die Abendmahlslehre des Berengar von Tours, die von Petrus Venerabilis ebenso hochgeschätzt wurde, wie 400 Jahre später von Erasmus von Rotterdam, der 1530 in Basel eine Ausgabe drucken ließ:
- De sacramentis corporis et sanguinis Domini libri tres, herausgegeben von Erasmus, Basel (Freiburg) 1530, dann oft, zuletzt von Jean B. Malou, Löwen 1847 (MPL 180, 439 ff.).

Von Bedeutung für die Geschichte des Kirchenrechts ist eine Schrift Algers, in der er Auszüge der Schriften der Kirchenväter kurz kommentierte:
- Tractatus de misericordia et iustitia, (Hg.) Edmond Martène, in: Thesaurus novus anecdotorum V, Paris 1717, 1019 ff. (MPL 180, 857).

Weitere Schriften Algers sind erhalten, von denen einige eindeutig, andere nur vermutlich ihm zugeschrieben werden können. Manches, wie etwa eine Geschichte der Kirche von Lüttich, gingen verloren.